# Квадрига

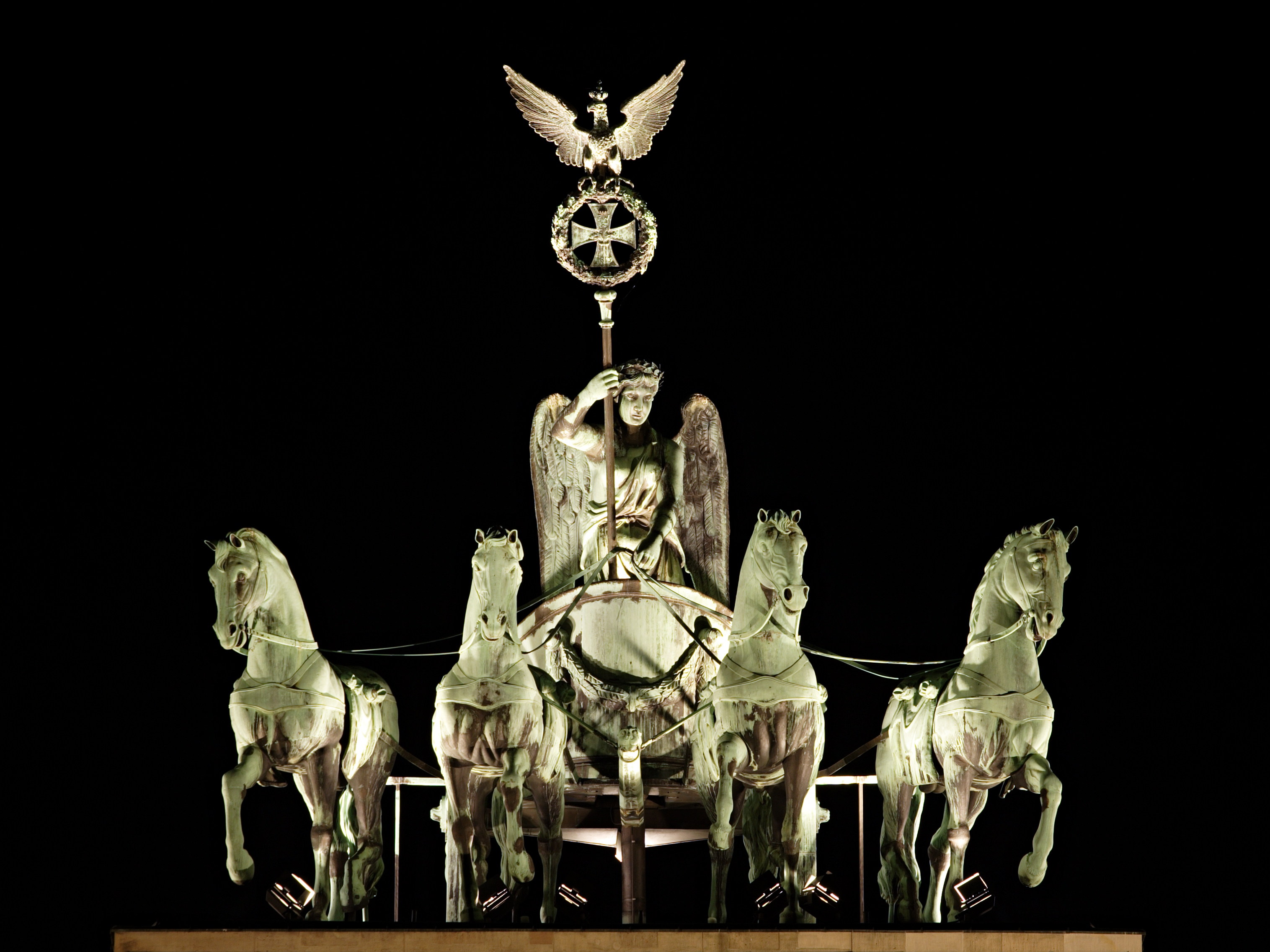
Квадрига на Бранденбурзьких воротах вночі.

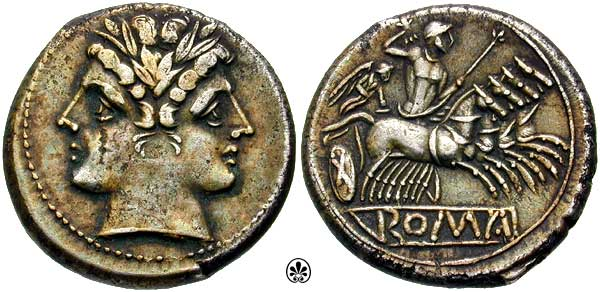
Квадригатус

Квадри́га (лат. quadrigae, від quadri- — «четверо-» + iugum — «ярмо», «запряжка») — антична двоколісна колісниця, яку тягне четвірка коней, запряжених в один ряд. Візник управляв кіньми стоячи.
У Стародавній Греції квадрига була відома як «тефрипон», «тетрипон» (дав.-гр. τέθριππον).

## Історія
Перегони на легких квадригах проводилися у Стародавній Греції на Олімпійських та Немейських іграх. Описи цих змагань містяться у Гомера, Вергілія та інших античних авторів.
Масивними квадригами користувалися імператори і полководці-переможці в давньоримських цирках під час тріумфів, а також для релігійних і військових процесій.
Зображення квадриги збереглися на безлічі пам'яток старовини, особливо на барельєфах і монетах. Бронзові коні святого Марка знайшли собі чимало наслідувань у новий час, наприклад, на тріумфальних арках. Донині квадрига залишається популярним скульптурним мотивом.